# Parafia Niepokalanego Poczęcia Najświętszej Maryi Panny w Kwakowie
Parafia pw. Niepokalanego Poczęcia Najświętszej Maryi Panny w Kwakowie – parafia należąca do dekanatu Słupsk Zachód, diecezji koszalińsko-kołobrzeskiej, metropolii szczecińsko-kamieńskiej. Została utworzona 25 stycznia 1974 roku przez biskupa Ignacego Jeża. W latach 1959–1974 wikaria samodzielna. Położona jest przy drodze krajowej 21 Słupsk – Poznań. Parafię od początku jej istnienia do 1989 obsługiwali Księża Salezjanie (SDB), obecnie księża diecezjalni.

## Miejsca święte

### Kościół parafialny
Kościół pw. Niepokalanego Poczęcia Najświętszej Maryi Panny w Kwakowie

### Kościoły filialne i kaplice
- Kościół pw. św. Józefa Oblubieńca Najświętszej Maryi Panny w Kuleszewie[1]
- Kościół pw. św. Antoniego z Padwy w Lubuniu[1]
- Kościół pw. św. Piotra w Żelkówku[1]
- Kaplica pw. Miłosierdzia Bożego w Płaszewie[1]

## Duszpasterze

### Proboszczowie
| Proboszczowie          | Okresy urzędowania w Parafii | Źródła |
| ---------------------- | ---------------------------- | ------ |
| Henryk Ignaczewski SDB | 1959–1967                    | [ 1 ]  |
| Kazimierz Jach SDB     | 1967–1968                    | [ 1 ]  |
| Henryk Ignaczewski SDB | 1968–1972                    | [ 1 ]  |
| Tadeusz Rusiniak SDB   | 1972–1974                    | [ 1 ]  |
| Jan Sposób SDB         | 1974–1975                    | [ 1 ]  |
| Tadeusz Rusiniak SDB   | 1975–1981                    | [ 1 ]  |
| Franciszek Maziarz SDB | 1981–1989                    | [ 1 ]  |
| Tomasz Leniec          | 1989–1994                    | [ 1 ]  |
| Piotr Jesionowski      | 1994–2002                    | [ 1 ]  |
| Jacek Popławski        | 2002–2015                    | [ 1 ]  |
| Krzysztof Karwasz      | 2015 – nadal                 |        |